# Vladimír Karas
Vladimír Karas (* 1960 Praha) je český astronom, univerzitní profesor, který se zabývá relativistickou astrofyzikou a aktivními galaxiemi. V letech 2012–2022 byl ředitelem Astronomického ústavu Akademie věd ČR.

## Vědecká kariéra
Vystudoval Matematicko-fyzikální fakultu UK v Praze, kde poté působil jako docent a profesor. Vyučoval jako hostující profesor v Římě, Paříži, Baltimoru nebo v Terstu. Pracuje v Astronomickém ústavu Akademie věd, kde se zabývá relativistickou astrofyzikou a aktivními galaxiemi. Mezi jeho specializace patří interakce hvězd s okolím v galaktických jádrech, hvězdy se silnými magnetickými poli nebo gravitace zdrojů v blízkosti černých děr.
Do češtiny přeložil např. Hawkingovu knihu Stručná historie času, rovněž jako doplněné, nové vydání Stručnější historie času.